# Noritsu

Noritsu, Noritsu Koki Co., Ltd. (яп. ノーリツ鋼機株式会社) — японская корпорация, много лет занимающая лидирующие позиции на мировом рынке цифровых мини-фотолабораторий. Компания впервые появилась на рынке в 1951 году, выпустив машину для обработки фотоотпечатков, приводимую в действие проточной водой. Главным преимуществом устройства оказалась его независимость от частых перебоев электроснабжения, характерных для японских электросетей тех лет. Неожиданная популярность такого оборудования позволила компании продолжить развитие и занять существенную долю рынка.

## Продукция компании
- QSS 37 HD — мини-фотолаборатория
- D701 — мини-фотолаборатория сухой печати
- CT-SL — компьютерный терминал для обработки цифровых заказов